# Robert Bresson
Robert Bresson (* 25. September 1901 in Bromont-Lamothe, Auvergne, Frankreich; † 18. Dezember 1999 in Paris) war ein französischer Filmregisseur, der vor allem für seine minimalistischen Filme bekannt war und zu den angesehensten und herausragenden französischen Filmemachern des 20. Jahrhunderts gehört, obwohl er in seiner langen Karriere nur dreizehn Spielfilme schuf.

## Leben und Wirken
Robert Bresson wurde in Bromont-Lamothe, Département Puy-de-Dôme geboren. Er war der Sohn von Marie-Élisabeth (geborene Clausels) und Léon Bresson, einem Offizier. Bis zum Abitur besuchte er das Lycée Lakanal in Sceaux.
Bresson wandte sich zuerst der Malerei zu und kam in den dreißiger Jahren zum Film. „Die Malerei lehrte mich, nicht schöne Bilder zu gestalten, sondern notwendige.“ Im Jahr 1933 war er an der Koproduktion von Es war einmal ein Musikus beteiligt; er schrieb die französischen Texte. 1934 inszenierte Bresson die Komödie Les Affaires publiques, die lange Zeit als verschollen galt und von der erst in den neunziger Jahren eine Kopie wieder aufgetaucht ist. Diese Komödie wurde gegen seinen Willen „misshandelt“ und gekürzt.
Nach einigen weiteren Drehbüchern, so der Mitarbeit 1936 bei Les jumeaux de Brighton und 1937 bei Courrier Sud und einer Arbeit für René Clair, drehte Bresson 1943 mit Das Hohelied der Liebe seinen ersten Langfilm als Regisseur. Später bezeichnete Bresson diesen Film als den wahren Beginn seiner Filmarbeit und distanzierte sich von seinen vorhergehenden Arbeiten. 1945 folgte Die Damen vom Bois de Boulogne nach einem Drehbuch von Jean Cocteau, der Bressons letzter Film mit professionellen Schauspielern war. Als er den Wandel hin zur Besetzung seiner Filme mit Laiendarstellern vollzog, wurde es schwer für ihn, Finanziers für von ihm beabsichtigte Filme zu finden. Ein geplanter Film über den Jesuiten Ignatius von Loyola und ein Film über die Schöpfungsgeschichte (Genesis) konnten auch aus diesem Grund nicht realisiert werden.
Viele Kritiker behaupten, Bressons Werk sei vom Jansenismus beeinflusst worden.

## Filmografie
- 1934: Les Affaires publiques – Kurzfilm
- 1943: Das Hohelied der Liebe (Les Anges du péché)
- 1945: Die Damen vom Bois de Boulogne (Les Dames du Bois de Boulogne)
- 1950: Tagebuch eines Landpfarrers (Journal d’un Curé de Campagne)
- 1956: Ein zum Tode Verurteilter ist entflohen (Un condamné à mort s’est échappé)
- 1959: Pickpocket
- 1962: Der Prozeß der Jeanne d’Arc (Procès de Jeanne d’Arc)
- 1966: Zum Beispiel Balthasar (Au hasard Balthazar)
- 1967: Mouchette
- 1969: Die Sanfte (Une femme douce)
- 1971: Vier Nächte eines Träumers (Quatre nuits d’un rêveur)
- 1974: Lancelot, Ritter der Königin (Lancelot du Lac)
- 1977: Der Teufel möglicherweise (Le diable probablement)
- 1983: Das Geld (L’Argent)

## Auszeichnungen
- 1950: Louis-Delluc-Preis für Tagebuch eines Landpfarrers
- 1951: OCIC-Preis, Internationaler Preis und Auszeichnung der Italienischen Filmkritik auf den Filmfestspielen von Venedig für Tagebuch eines Landpfarrers
- 1952: Prix Méliès der Association Française de la Critique de Cinéma für Tagebuch eines Landpfarrers (bester französischer Film)
- 1957: Regiepreis der Filmfestspiele von Cannes für Ein zum Tode Verurteilter ist entflohen
- 1958: Prix Méliès der Association Française de la Critique de Cinéma für Ein zum Tode Verurteilter ist entflohen (bester französischer Film)
- 1962: Spezialpreis der Jury und OCIC-Preis der Filmfestspiele von Cannes für Der Prozeß der Jeanne d’Arc
- 1966: Jury-Hommage und OCIC-Preis der Filmfestspielen von Venedig für Zum Beispiel Balthasar
- 1967: Prix Méliès der Association Française de la Critique de Cinéma für Zum Beispiel Balthasar (bester französischer Film)
- 1967: OCIC-Preis der Filmfestspiele von Cannes für Mouchette
- 1967: Pasinetti-Preis der Filmfestspielen von Venedig für Mouchette
- 1968: Prix Méliès der Association Française de la Critique de Cinéma für Mouchette (bester französischer Film)
- 1969: Silberne Muschel des Festival Internacional de Cine de Donostia-San Sebastián für Die Sanfte
- 1971: OCIC-Preis auf den Filmfestspielen Berlin für Vier Nächte eines Träumers
- 1971: Sutherland Trophy der British Film Institute Awards für Vier Nächte eines Träumers
- 1974: FIPRESCI-Preis der Filmfestspiele von Cannes für Lancelot, Ritter der Königin
- 1977: Silberner Bär (Spezialpreis der Jury), Interfilm-Preis und OCIC-Preis (Empfehlung) auf den Filmfestspielen Berlin für Der Teufel möglicherweise
- 1977: Luchino-Visconti-Preis bei der David-di-Donatello-Verleihung
- 1983: Regiepreis der Filmfestspiele von Cannes für Das Geld
- 1985: National Society of Film Critics Award für Das Geld („Beste Regie“)
- 1988: Akira-Kurosawa-Preis des Internationalen Filmfestivals von San Francisco
- 1989: Goldener Löwe der Filmfestspiele von Venedig (Ehrenpreis)
- 1994: Europäischer Filmpreis für ein Lebenswerk

## Schriften
- Notes sur le cinématographe. Gallimard, Paris 1975.
  - 1. deutsche Ausgabe: Noten zum Kinematographen. Übersetzt von Andrea Spingler. Hanser, München 1980, ISBN 3-446-13163-9.
  - 2. deutsche Ausgabe: Notizen zum Kinematographen. Übersetzt von Andrea Spingler und Robert Fischer. Alexander Verlag, Berlin 2007, ISBN 3-89581-173-4.